# Zugírászat
A zugírászat az államigazgatás, az igazságszolgáltatás és a közélet tisztasága elleni bűncselekmények egyike: általánosságban jogosulatlan jogászi tevékenység végzését (jogi képviselet, iratszerkesztés, jogi tanácsadás) és a jogosultság színlelését jelenti. A jogalkotó célja kettős: elsősorban az ügyvédség szakmai presztízsének és anyagi érdekeinek védelme, másrészt a jogban járatlan, gyakran kiszolgáltatott helyzetű emberek védelme. A zugírászat problémája az ügyvédséggel egyidős: mindig voltak, akik az ügyvédi karriertől remélt jómódot a szükséges képesítés és a vele járó felelősség nélkül akarták elérni. Ez különösen azokban az időkben jelentett problémát, amikor a jogosultan ügyvédi tevékenységet végzők is csak remélhették a jómódot. A zugírászat elkövetőjét a köznapi nyelvben zugügyvédnek is szokták nevezni, azonban ez nem egy jogi kategória.
Joghatóságonként változik, hogy mi minősül engedélyköteles jogászi tevékenységnek, illetve hogy tényállási elem-e a díjazás. Számos angolszász jogrendszerű államban például a bíróságon hivatalosan önmagát képviselő személyt tanácsokkal láthatja el egy jogi képesítéssel nem rendelkező segítő, akár díjazás ellenében is (McKenzie friend), míg Texasban még egy űrlap kitöltésében, értelmezésében vagy akár a megfelelő űrlap kiválasztásában családtagnak díjtalanul nyújtott segítség is büntetendő cselekménynek számíthat. Az, hogy egy joghatóságban végül mit szankcionálnak, azon múlik, hogy milyen súllyal kerül latba egyfelől a jogászok anyagi érdeke és a jogbiztonság, másfelől a nemjogász jogi tevékenységet végzők és a jogi szolgáltatást igénybevevők elsősorban anyagi érdeke. Ahol az előbbi túlsúlya érvényesül, ott nem csak a zugírászatot értelmezik tágabban és szankcionálják szigorúbban, de jellemzően a jogosultság (képesítés és regisztráció) megszerzése is szigorúbb, sőt, a fél pro se (saját maga általi) képviselete is korlátozottabb: ezek együttesen védik a már jogosultsággal rendelkezők érdekeit.
Habár a legtöbb joghatóság kifejezetten tiltja a bíróság vagy hatóság előtti jogosulatlan jogi képviseletet, ez az elkövetési módozat nem jellemző, hiszen a képviseleti jogosultságot a bíróság vagy hatóság hivatalból ellenőrizni szokta. Ahol a jogász szakma számára a legtöbb kárt tudják okozni a zugügyvédek, az az iratszerkesztés (pl. beadványok készítése) és a jogi tanácsadás.

## Magyarország
Magyarországon csak díjazásra törekvés esetén valósulhat meg a zugírászat. 

### A hatályos Büntető Törvénykönyvben
A zugírászatról a 2012. évi C. törvény 286. (Btk.) §-a rendelkezik. 
Aki jogosulatlanul és üzletszerűen ügyvédi, jogtanácsosi vagy közjegyzői tevékenységet végez, vétség miatt két évig terjedő szabadságvesztéssel büntetendő. – Az üzletszerű elkövetés a zugírászatnál az alaptényállás eleme, a büntetőjogi felelősségre vonás feltétele. Üzletszerűen követi el a bűncselekményt, aki ugyanolyan vagy hasonló jellegű bűncselekmények elkövetése révén rendszeres haszonszerzésre törekszik. Az üzletszerűség megállapítása szempontjából közömbös a célzott haszonhoz hozzájutás, törvényi elvárás csupán a haszonszerzésre törekvés. Aki nem díjazás ellenében, hanem szívességi alapon ad jogi tanácsot, nem követ el zugírászatot. A jogi végzettség önmagában még nem jelent jogosultságot.
A büntetés bűntett miatt három évig terjedő szabadságvesztés, ha a zugírászatot ügyvédi, jogtanácsosi vagy közjegyzői tevékenységre jogosultság színlelésével követik el. – Ez esetben az elkövető aktív megtévesztő magatartást folytat. A jogosultság színlelése önmagában nem meríti ki a zugírászat tényállását, ahhoz az üzletszerűségnek is meg kell valósulnia.
A törvény szövegét kissé módosította a 2017. évi CXLIV. törvény: Az "ügyvédi, jogtanácsosi vagy közjegyzői" szövegrész helyébe az "ügyvédi, szabadalmi ügyvivői vagy közjegyzői" szöveg került.

### Az 1874. évi XXXIV. törvénycikkben
Az 1874. évi XXXIV. törvénycikk az ügyvédi rendtartás tárgyában a 39. paragrafusában rendelkezik a zugírászatról (itt ekként még nem nevesítve):
Ki a nélkül, hogy ügyvéd lenne, a feleknek bíróságok, vagy hatóságok előtti képviseletét üzletszerűen folytatja, a királyi ügyész, kamara ügyésze, vagy magánfél panasza folytán 5-50 forintig, ismétlés esetében pedig 20-100 forintig terjedhető pénzbírsággal büntetendő s az ítéletben egyszersmind kimondandó: hogy az ekként megbüntetett egyén a feleknek képviseletétől eltiltatik. Ha a felek képviseletétől ítéletileg eltiltott egyén ezen üzletszerű foglalkozást továbbra is folytatná, ily esetben 3 hónapig terjedhető fogsággal fenyítendő.
A törvény tehát a jogosulatlan képviseletet büntette. A törvény indoklásában a büntetés célja az volt, hogy az arra nem képesítetteket az ügyvédi tevékenységből kizárják.

### Az 1912. évi LIV. törvénycikkben
Az 1912. évi LIV. törvénycikk a polgári perrendtartásról szóló 1911. évi I. törvénycikk életbeléptetéséről a 16. paragrafusában módosítja a fenti jogszabályt:
A ki nem ügyvéd és a nélkül, hogy erre jogosítva volna, úgyszintén az is, a ki jogosultsága korlátainak túllépésével üzletszerűen vagy díjért biróság vagy hatóság előtt feleket képvisel, részükre beadványokat szerkeszt, vagy erre ajánlkozik, valamint az, a ki az ügyvédség gyakorlására való jogát színleli, kihágást követ el és hatszáz koronáig terjedhető pénz büntetéssel, visszaesés esetében két hónapig terjedhető elzárással és hatszáz koronáig terjedhető pénzbüntetéssel büntetendő.
A törvény indoklása kiemeli, hogy a beadványszerkesztés a zugírászat "legveszedelmesebb" formája. Szintén kiemeli annak fontosságát is, hogy az ajánlkozást és a színlelést is "kétséget kizárólag büntetendő cselekménynek kell minősíteni". Szintén szigorítást jelent, hogy a korábbi pénzbírság helyett pénzbüntetést szab ki (ez utóbbi behajthatatlanság esetén átváltoztatható szabadságvesztésre). Az üzletszerűség kiemelése azért volt fontos, mert ahhoz nem szükséges a díjazás bekövetkeztének bizonyítása, elég azt bizonyítani, hogy a jogosulatlan tevékenységnek a díjazás volt a célja.
A szigorítás nyilvánvaló oka a zugírászat elterjedése volt.

### Az 1934. évi III. törvénycikkben
1934-ben külön törvénycikkben  rendelkeztek a zugírászatról, immár nevesítve ezt a cselekményt. Az üzletszerűség itt súlyosbító körülmény, a tényállás megállapításához elegendő volt, ha ellenszolgáltatásért történt a jogosulatlan tevékenység. A büntetni rendelt magatartások: jogosulatlan képviselet, jogosulatlan beadvány- vagy okiratszerkesztés, az ezekre való ajánlkozás. A korábbi pénzbüntetés helyett már fogházbüntetés is kiszabható volt.
A törvény indoklásában a jogszolgáltatás biztonsága mellett kiemelték az ügyvédség anyagi helyzetének megromlását, amiért jelentős részben a zugírászatot okolták.

### Az 1961. évi V. törvényben
Az 1961-es Btk. 188. paragrafusában:
Zugírászat
188. § 
(1) Aki anélkül, hogy ily tevékenységre jogosult volna, ellenszolgáltatásért
a) mást bíróság vagy más hatóság előtt képvisel,
b) más részére beadványt vagy okiratot szerkeszt, egy évig terjedő javító-nevelő munkával vagy pénzbüntetéssel büntetendő.
(2) A büntetés egy évig terjedő szabadságvesztés, ha az elkövető
a) zugírászattal üzletszerűen foglalkozó, vagy
b) az ügyvédi (ügyvédjelölti) működéstől eltiltott személy.
A törvényhez fűzött kommentár az ügyvédség anyagi érdekeinek védelme említése mellett elsősorban a jogszolgáltatás érdekeinek megóvását jelölte meg indokként.

### Az 1978. évi IV. törvényben
Az 1978-as Btk. 248. paragrafusa szinte szó szerint azonos rendelkezést tartalmazott a jelenleg hatályos megfogalmazással:
(1) Aki jogosulatlanul, üzletszerűen ügyvédi, jogtanácsosi vagy közjegyzői tevékenységet végez, vétséget követ el, és két évig terjedő szabadságvesztéssel büntetendő.
(2)A büntetés bűntett miatt három évig terjedő szabadságvesztés, ha a zugírászatot ügyvédi, jogtanácsosi vagy közjegyzői tevékenységre jogosultság színlelésével követik el.
A paragrafus 2001. évi módosítása a szankciók közé beemelte a közérdekű munkát és a pénzbüntetést is. Ezeket a 2009. évi LXXX. törvény 56. § (7) bekezdése c) pontja eltörölte.

### Alkotmánybírósági határozat
2000-ben az Alkotmánybíróság beadványt kapott, amelyben  kérték a Btk. zugírászatot tiltó paragrafusának megsemmisítését. Az Alkotmánybíróság a kérelmet 2001. május 28-i határozatában elutasította.

## Amerikai Egyesült Államok
Az Egyesült Államokban államonként változik, hogy mi minősül zugírászatnak (Unauthorized Practice of Law, UPL), és hogy az milyen büntetést von maga után. Abban nagyjából összhang van, hogy ügyfelek jogi eljárásban történő bíróság előtti képviselete zugírászat. A bíróságokon kívüli jogászi tevékenység (pl. okmányok szerkesztése, békéltető testület előtti képviselet) már ellentmondásos megítélésű. Szintén problémaforrás, hogy minden állam saját ügyvédi lajstrommal (State Bar) rendelkezik, ami alapvetően csak az adott államban érvényes. A "nemjogászok" (nonlawyers) köre is széles (paralegals, legal assistants, notary publics stb.), jogosultságuk pedig változatos.
- Arizona: Zugírászat vádját vonhatja maga után: bármilyen jogkövetkezménnyel járó irat készítése, képviselet bármilyen hatóság előtt, jogi vélemény megfogalmazása.[19] Arizona érdekes eset abból a szempontból, hogy nem törvény, hanem a legfelsőbb bíróság határozata (Arizona Supreme Court Rule) adja meg a keretét a zugírászat büntetőjogi megítélésének. A törvény meghozatalának akadálya a helyi politika jogászellenessége.[20]
- Florida: The 2023 Florida Statutes Title XXXII Chapter 454.23[21]
- Kalifornia: Még a kitöltendő bevándorlási űrlap kiválasztásában történő segítség is zugírászatnak minősül. A zugírászatot 1 év és/vagy 1000 USD pénzbüntetéssel szankcionálják.[22]
- Texas: Tágan határozzák meg, mi minősül jogi tevékenységnek, lényegében minden jogi ismeretet igénylő szolgáltatást annak tekintenek. Kivétel olyan írásos anyagok (kiadványok, űrlapok) forgalmazása, amiken világosan ott áll, hogy nem helyettesíti a jogi tanácsadást. A Zugírászatnak nem tényállási eleme a díjazás.[23]

## Egyesült Királyság
Az Egyesült Királyság jogrendszerében nem létezik az Egyesült Államokban ismert UPL (Unauthorized Practice of Law) fogalma, és az Egyesült Királyságban lévő joghatóságok (English Law: Anglia és Wales, Scots law: Skócia, Law of Northern Ireland: Észak-Írország) hozzáállása valamivel rugalmasabb abban, hogy a megfelelő képesítésű embereknek lehetővé tegye a jogászi tevékenységet. Például bizonyos tevékenységeket jogsegédek (paralegals) önállóan is elláthatnak. A jogászok egyes kategóriái (solicitor, barrister, chartered legal executive stb.) más más tevékenységre jogosultak, és külön törvények vonatkoznak azokra, akik a jogosultságot színlelik. Ráadásul létezik a McKenzie friend fogalma: ő a tárgyaláson jegyzeteléssel, halk tanácsadással, "súgással" segíti az önmagát képviselő (azaz jogi képviselő nélküli) személyt, akár díjazás ellenében, de előírt jogi képesítés kötelezettsége nélkül.
- Az English Lawban: solicitor esetén a Solicitors Act 1974[24] 20-27. szakaszai; barrister esetén a Legal Services Act 2007[25] 181. szakasza